# Deutsche Einband-Meisterschaft 2015/16

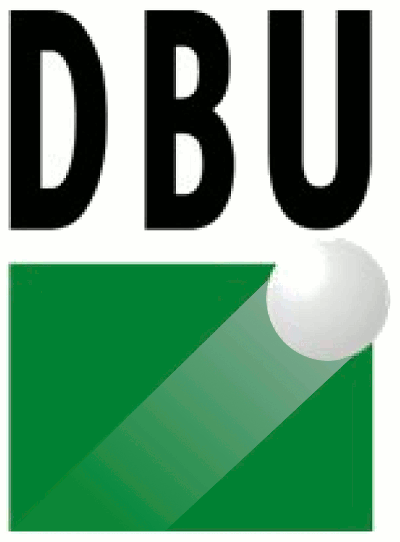
Verbandslogo: DBU

Veranstaltungsort: Bad Wildungen

Die Deutsche Einband-Meisterschaft 2015/16 ist eine Billard-Turnierserie und fand vom 18. bis zum 19. November 2015 in Bad Wildungen zum 62. Mal statt.

## Geschichte
Thomas Wildförster verteidigte in Bad Wildungen seinem Titel im Einband und wurde zum fünften Mal deutscher Meister in dieser Disziplin. In einem Turnier, das im internationalen Vergleich mit nur sehr mäßigen Leistungen absolviert wurde, sicherte sich Sven Daske Platz zwei vor Dieter Steinberger und Arnd Riedel.

Die kompletten Ergebnisse stammen aus eigenen Unterlagen und der österreichischen Billardzeitung Billard.

## Modus
Gespielt wurde in zwei Vierergruppen bis 100 Punkte oder 20 Aufnahmen. Die zwei Gruppenbesten kamen danach in die K.o.-Spiele des Halbfinales. Ab hier wurde bis 100 Punkte ohne Aufnahmenbegrenzung gespielt.
Die Endplatzierung ergab sich aus folgenden Kriterien:
1. Matchpunkte (MP)
2. Generaldurchschnitt (GD)
3. Bester Einzeldurchschnitt (BED)
4. Höchstserie (HS)

## Teilnehmer (alphabetisch)
1. Thomas Wildförster (BC Hilden), Titelverteidiger
2. Sven Daske (SCB Langendamm)
3. Carsten Lässig (BG Coesfeld)
4. Uwe Matuszak (BF Krefeld-Königshof)
5. Manuel Orttmann (1. BC Neustadt/Orla)
6. Arnd Riedel (BC Wedel)
7. Dieter Steinberger (BC Kempten)
8. Uwe Werner (SV Lok Staßfurt)

### Gruppenphase
| Platz                     | Name               | MP  | Pkte. | Aufn. | GD   | BED  | HS |
| ------------------------- | ------------------ | --- | ----- | ----- | ---- | ---- | -- |
| 1                         | Thomas Wildförster | 4:2 | 288   | 46    | 6,26 | 7,14 | 32 |
| 2                         | Arnd Riedel        | 4:2 | 191   | 57    | 3,35 | 5,88 | 22 |
| 3                         | Uwe Werner         | 4:2 | 121   | 54    | 2,24 | 3,10 | 18 |
| 4                         | Uwe Matuszak       | 0:6 | 121   | 55    | 2,20 | –    | 12 |
| Gruppendurchschnitt: 3,40 |                    |     |       |       |      |      |    |

| Platz                     | Name               | MP  | Pkte. | Aufn. | GD   | BED  | HS |
| ------------------------- | ------------------ | --- | ----- | ----- | ---- | ---- | -- |
| 1                         | Sven Daske         | 4:2 | 273   | 51    | 5,35 | 7,69 | 34 |
| 2                         | Dieter Steinberger | 4:2 | 205   | 53    | 3,86 | 3,70 | 18 |
| 3                         | Manuel Orttmann    | 2:4 | 208   | 55    | 3,78 | 6,66 | 34 |
| 4                         | Carsten Lässig     | 2:4 | 197   | 53    | 3,71 | 5,55 | 27 |
| Gruppendurchschnitt: 4,16 |                    |     |       |       |      |      |    |

### Finalrunde
| 1. Halbfinale      |     |     |    |      |      |    |
| Thomas Wildförster | 2:0 | 100 | 26 | 3,84 | 3,84 | 15 |
| Dieter Steinberger | 0:2 | 83  | 26 | 3,19 | –    | 13 |

| 2. Halbfinale |     |         |    |      |      |    |
| Sven Daske    | 2:0 | 100(10) | 30 | 3,33 | 3,33 | 22 |
| Arnd Riedel   | 0:2 | 100(8)  | 30 | 3,33 | 3,33 | 19 |

| Finale             |     |     |    |      |      |    |
| Thomas Wildförster | 2:0 | 100 | 19 | 5,26 | 5,26 | 24 |
| Sven Daske         | 0:2 | 92  | 19 | 4,84 | –    | 36 |

## Abschlusstabelle
| MP    | Match Punkte (Sieger = 2; Unentschieden = 1; Verlierer = 0) |
| SV    | Satzverhältnis (nur bei Turnieren im Satzsystem)            |
| Pkte. | Erzielte Karambolagen                                       |
| Aufn. | benötigte Aufnahmen                                         |
| GD    | Generaldurchschnitt                                         |
| MGD   | Mannschafts-Generaldurchschnitt                             |
| BED   | Bester Einzeldurchschnitt eines Spielers                    |
| BEMD  | Bester Einzeldurchschnitt einer Mannschaft                  |
| BSD   | Bester Satzdurchschnitt eines Spielers                      |
| HS    | Höchstserie                                                 |
| WRP   | Weltranglistenpunkte                                        |

| Klassement                | Klassement | Klassement         | Klassement | Klassement | Klassement | Klassement | Klassement | Klassement | Klassement |
| Phase                     | Platz      | Name               | MP         | Pkt.       | Aufn.      | GD         | BED        | HS         |            |
| ------------------------- | ---------- | ------------------ | ---------- | ---------- | ---------- | ---------- | ---------- | ---------- | ---------- |
| Finale                    | 1          | Thomas Wildförster | 8:2        | 488        | 91         | 5,36       | 7,14       | 32         |            |
| Finale                    | 2          | Sven Daske         | 6:4        | 465        | 100        | 4,65       | 7,69       | 36         |            |
| Halb- finale              | 3          | Dieter Steinberger | 4:4        | 288        | 79         | 3,64       | 3,70       | 18         |            |
| Halb- finale              | 3          | Arnd Riedel        | 4:4        | 291        | 87         | 3,34       | 5,88       | 22         |            |
| Gruppen- phase            | 5          | Uwe Werner         | 4:2        | 121        | 54         | 2,24       | 3,10       | 18         |            |
| Gruppen- phase            | 6          | Manuel Orttmann    | 2:4        | 208        | 55         | 3,78       | 6,66       | 34         |            |
| Gruppen- phase            | 7          | Carsten Lässig     | 2:4        | 197        | 53         | 3,71       | 5,55       | 27         |            |
| Gruppen- phase            | 8          | Uwe Matuszak       | 0:6        | 121        | 55         | 2,20       | –          | 12         |            |
| Turnierdurchschnitt: 3,79 |            |                    |            |            |            |            |            |            |            |